# South Barre
South Barre es un lugar designado por el censo ubicado en el condado de Washington en el estado estadounidense de Vermont. En el año 2010 tenía una población de 1219 habitantes y una densidad poblacional de 225,7 personas por km².

## Geografía
South Barre se encuentra ubicado en las coordenadas 44°10′0″N 72°30′9″O / 44.16667, -72.50250.

## Demografía
Según la Oficina del Censo en 2000 los ingresos medios por hogar en la localidad eran de $38,750 y los ingresos medios por familia eran $50,625. Los hombres tenían unos ingresos medios de $32,167 frente a los $22,974 para las mujeres. La renta per cápita para la localidad era de $23,480. Alrededor del 5.7% de la población estaban por debajo del umbral de pobreza.